# Сиворакша
Сиворакша євразійська, інколи ракша (Coracias garrulus) — птах ряду сиворакшоподібних. Один з 8-ми видів роду; єдиний вид роду у фауні України, представлений номінативним підвидом. В Україні гніздовий перелітний птах. Раритетний вид птахів, занесений до Червоної книги України та ряду інших природоохоронних документів. 

## Морфологічні ознаки
Трохи менша за голуба. Маса тіла — 140—190 г, довжина тіла — 30—32 см, розмах крил — 66—73 см. У дорослого птаха в забарвленні переважає яскравий зеленкувато-синій колір, передній край крил фіолетово-синій. Молодий птах блякліший, з бурим відтінком у синьому кольорі. Дзьоб прямий, сильний, темнобурий, ноги міцні. Голос - хриплувате "рек-рек".

## Ареал виду та поширення в Україні
Ареал охоплює степову, лісостепову та південь лісової смуги Євразії від Піренейського півострова на схід до долини Верхньої Обі, Західного Алтаю, Пакистану, а також північ західної Африки. Зимує у Східній та Південній Африці. До 1970-х рр. гніздився по всій території України. Зараз став дуже рідкісним або зник у більшості районів Полісся та Лісостепу; у степовій смузі чисельніший.

## Чисельність і причини її зміни
Загальна чисельність в Україні орієнтовно становить 4–5 тис. пар і зберігає загальну тенденцію до зниження. Зараз найбільша щільність спостерігається в Одеській, Луганській та Харківській областях (до 1 тис. пар у кожній). У Кіровоградській області в 2005 р. гніздилося 100—120 пар. Причини зміни чисельності: деградація місць гніздування, застосування отрутохімікатів, пряме винищення хижаками, браконьєрство, загибель на місцях зимівлі.

## Особливості біології

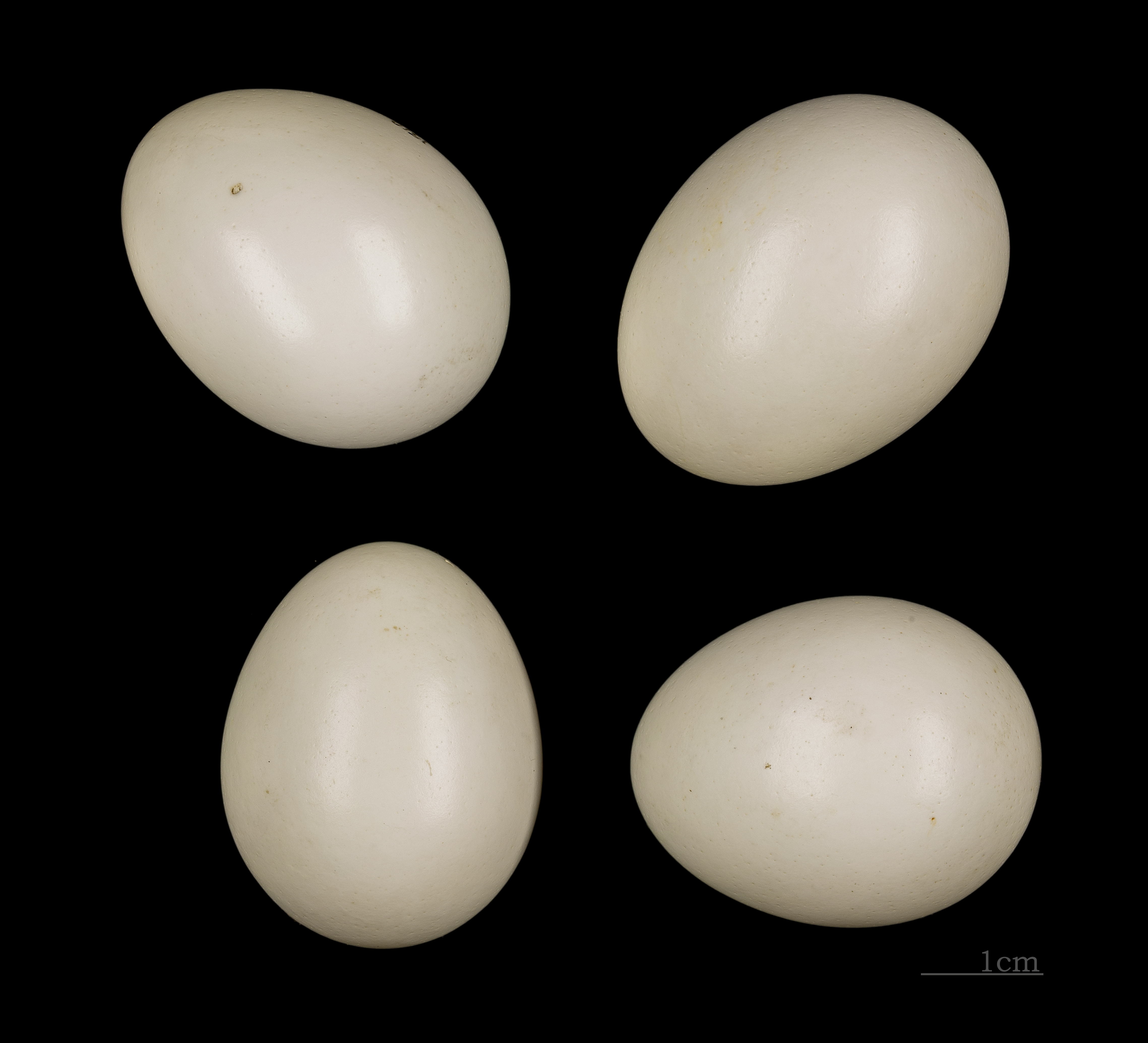
Coracias garrulus

Перелітний птах. В Україні прилітають на місця гніздування у кінці квітня — на початку травня. На півночі живуть у лісах, садах, на півдні у глинястих балках, на стрімких берегах річок. У лісовій смузі гнізда влаштовує в дуплах; у степовій — заселяє нори у схилах урвищ, нерідко поряд із бджолоїдкою звичайною. Гніздиться окремими парами або колоніями до 5 пар. Кладка у травні — червні, з 3–6 яєць. Насиджують самка і самець протягом 18—19 днів. Має один гніздовий цикл. Пташенята вилітають з гнізда у віці 26—28 днів, у липні. Осінній відліт у серпні — вересні. Живляться переважно шкідливими комахами; корисні птахи.

## Охорона
На більшій частині ареалу стан природних популяцій виду наразі залишається більш-менш стабільним, за що він, згідно з Червоним списком МСОП, отримав охоронний статус «відносно благополучний вид». Але в ряді регіонів продовжує спостерігатись тенденція до зниження чисельності популяції виду. Належить до категорії SPEC 2 (вид, поширення якого обмежене Європейським континентом і який має несприятливий охоронний статус). Тому сиворакша занесена до Додатку ІІ Бернської конвенції (охоронна категорія: вид підлягає особливій охороні), Резолюції 6 цієї ж конвенції (види, що потребують спеціальних заходів збереження їхніх оселищ), а також до Боннської конвенції (Додаток ІІ. Види, стан яких є несприятливим). Крім того, вид охороняється Директивою Європейського Союзу «Про захист диких птахів» (Додаток І. Види і підвиди, що знаходяться під загрозою вимирання, які є вразливими, рідкісними або специфічними з екологічної точки зору). Вид охороняється національним законодавством ряду країн.
В Україні сиворакша занесена до Червоної книги України (охоронний категорія: зникаючий вид), а на регіональному рівні  — до Червоних книг/списків Закарпатської, Запорізької, Дніпропетровської, Донецької, Миколаївської, Полтавської, Сумської і Харківської областей та Криму. Як елемент біорізноманіття охороняється на природоохоронних територіях переважно степової смуги: Чорноморського біосферного заповідника, Луганського природного заповідника, НПП «Святі гори», РЛП «Меотида», Національного заповідника «Хортиця», Приазовського НПП, Опуцького й Казинтипського природних заповідників, НПП «Тарханкутський» тощо.